# Pierre-Jacques-Samuel Chatry-Lafosse
Pierre-Jacques-Samuel, chevalier Chatry-Lafosse (5 janvier 1737, Caen - 23 mai 1814, Paris), est un homme politique français.

## Biographie
Dessinateur et graveur, il devint officier de la milice bourgeoise de Caen en 1770. Négociant, il devient président du tribunal de commerce de Caen lors de sa création en l'an II. Il fut élu, le 25 vendémiaire an IV, député du Calvados au Conseil des Anciens, et prit quelquefois la parole dans cette assemblée, notamment en faveur de la résolution qui avait pour objet la prohibition des marchandises anglaises.
Il soutint qu'elle devait être approuvée, pour déjouer le projet formé par le ministère britannique de paralyser notre industrie au moyen de l'introduction des marchandises provenant de ses nombreuses fabriques.
Le 1er brumaire an VI, Chatry-Lafosse devint secrétaire de l'Assemblée ; puis il fut réélu membre du Conseil des Anciens, le 23 germinal an VII, par le même département.
Favorable à la politique de Bonaparte, il fut désigné, pour faire partie, le 19 brumaire an VIII, de la « commission intermédiaire ».
Il passa ensuite, le 4 nivôse, au Corps législatif où le Sénat conservateur l'appela à représenter le Calvados, et y siégea jusqu'en 1806. Il en assura la présidence du 22 novembre 1800 au 7 décembre 1800.
Membre de la Légion d'honneur, le 4 frimaire an XII, Chatry-Lafosse fut fait chevalier de l'Empire le 27 juillet 1808[réf. souhaitée].

### Vie familiale
Marié à Gabrielle Dumoustier, sœur du général-comte Pierre Dumoustier, il est le père des généraux Jacques-Louis Chatry de Lafosse et Gabriel de La Fosse. Il est également l'oncle de Louis-Jean-Samuel Joly de Bammeville.